# Timolo
Il timolo è un fenolo monoterpenico presente in abbondanti quantità nelle piante del genere Thymus, da cui prende il nome e delle quali concorre a costruire l'aroma, assieme ad altre molecole come il carvacrolo.

## Proprietà biologiche
Numerosi studi hanno dimostrato gli effetti antimicrobici del timolo, che vanno dall'indurre la suscettibilità antibiotica nei patogeni resistenti ai farmaci, a potenti proprietà antiossidanti. È stato dimostrato che il timolo e il carvacrolo riducono la resistenza batterica agli antibiotici attraverso un effetto sinergico e il timolo è risultato essere un fungicida efficace particolarmente contro i ceppi resistenti ai fluconazolo. Carvacrolo e timolo hanno dimostrato di avere un effetto antimutageno, e ci sono prove che il timolo abbia proprietà antitumorali.
Questa attività antibatterica, contro ceppi come Aeromonas hydrophila e Staphylococcus aureus, è causata dalla inibizione della crescita e della produzione di lattato e dal calo di assorbimento cellulare di glucosio. Sebbene l'esatto meccanismo sia sconosciuto, alcune prove suggeriscono che le proprietà biocide derivino della rottura della membrana cellulare.
Possiede proprietà antifunginee poiché altera la morfologia delle ife e ne causa l'aggregazione, con conseguenze sul diametro delle ife stesse e sulla rottura della barriera cellulare.
Il timolo è stato dimostrato un agente modulatore allosterico positivo di GABAA in vitro.

## Sintesi
Viene prodotto dalla reazione in fase gassosa tra meta cresolo e propene:

## Utilizzi
Viene utilizzato come antisettico e antimicrobico nelle paste dentifricie e nei prodotti per il cavo orale in generale. Viene inoltre adoperato come disinfettante medico o per uso generico, e come pesticida ad ampio spettro di azione.
In apicoltura si è dimostrato un valido aiuto per la lotta alla Varroa destructor, e si suppone che uccida il parassita legando i recettori dell'octopamina, del GABA e i canali ionici TRP.